# Ichneumon rishiriensis
Ichneumon rishiriensis är en stekelart som beskrevs av Tohru Uchida 1926. Ichneumon rishiriensis ingår i släktet Ichneumon och familjen brokparasitsteklar. Inga underarter finns listade i Catalogue of Life.